# Mark Franchetti
Mark Franchetti (* in Italien) ist ein britischer Journalist.
Franchetti arbeitet seit 2001 als Russland-Korrespondent für die Sunday Times. Er erhielt 2003 die Auszeichnung British Press Award für seine Berichterstattung über die Geiselnahme im Moskauer Dubrowka-Theater.
Für die BBC erstellte er 2007 eine Dokumentation über Andrei Lugowoi, der in den Fall Litwinenko verwickelt war. 2013 war er Produzent des Dokumentarfilms The Condemned über ein Straflager in Russland.
Am 13. Juni 2014, wurde Franchetti in der ukrainischen Fernsehtalkshow Schuster live des Journalisten Sawik Schuster auf Inter TV zugeschaltet. Er hatte bis in die Woche vor der Sendung in der Ostukraine im Rahmen der Krise in der Ukraine 2014 etwa drei Wochen lang die separatistische Kampfeinheit "Wostok" begleitet, ein Feuergefecht bei Marinovka sowie den anschließenden Übertritt der Einheit nach Russland und die Verhaftung und Entwaffnung der Einheit durch russische Truppen miterlebt. Franchetti erklärte in der Sendung unter anderem, die Einheit habe nicht über moderne Waffen oder über russische Unterstützung verfügt. Es habe auch kaum russische Kämpfer in dieser Einheit gegeben. Die Aussagen Franchettis lösten bei den Teilnehmern der Talkshow, darunter Anton Heraschtschenko, Berater des ukrainischen Innenministers Arsen Awakow, Unmut und Widerspruch aus.
Zur späteren Rezeption seiner Aussagen schrieb Franchetti: "So it was with some amusement last week that I watched myself become flavour of the month with the Kremlin and its supporters — a pawn in the fierce propaganda war being waged between Ukraine and Russia." ("Leicht amüsiert stellte ich fest, dass ich für den Kreml und dessen Anhänger deren angesagteste Schachfigur im furchteinflössenden Propagandakrieg zwischen Russland und der Ukraine wurde".) Im September schrieb er in einer Bilanz: Wenn es um Propaganda geht, steht der Pfeil der Skala, welcher die Sünden wiegt, stark in Richtung Moskau. Die Verwendung der staatlichen Medien ist skrupellos, giftig und heimtückisch wie zu Sowjetzeiten.